# Erebia circodromus
Erebia circodromus är en fjärilsart som beskrevs av Dürck 1887. Erebia circodromus ingår i släktet Erebia och familjen praktfjärilar. Inga underarter finns listade i Catalogue of Life.